# Våren är kommen
Våren är kommen är en vårsång för manskör med text av Carl Fredric Dahlgren och musik av Eric Jacob Arrhén von Kapfelmann.
Sången bär ursprungligen titeln "Wårsång på Walborgsmessoafton. Komponerad och tillägnad de studerande vid Uppsala akademi." Texten, med totalt fem verser, skrevs 1822 och sången framfördes första gången vid studenternas vårhälsning i Uppsala 1823.